# Îles Égades
Les îles Égades ou îles Égates voire îles Ægates (sicilien : ìsuli Ègadi, italien : isole Egadi, du grec ancien : Αἰγάται νῆσοι / Aigátai nē̂soi, « îles aux chèvres », via le latin : Ægates insulæ) sont situées à l’ouest de la Sicile. Ce petit archipel est composé de trois îles principales, Levanzo, Marettimo et Favignana, des îles de Stagnone et de six îlots. Du point de vue administratif, les îles sont toutes rattachées à la commune de Favignana, appartenant à la province de Trapani.

## Géographie
L'archipel est situé en mer Tyrrhénienne au nord-ouest du capo Boeo. Il est composé des îles Levanzo, Marettimo et Favignana, des Stagnone (Île Grande, La Schola, île Santa Maria et île San Pantaleo), ainsi que de six îlots : Formica, Maraone, Galeotta (it), Galera (it), Preveto (it) et Fariglione (it).
L'archipel est lié à la réserve naturelle marine des îles Egades (it). Sa superficie est de 37,45 km2.
Le climat est très doux durant la période hivernale. Les étés sont chauds et ensoleillés. La température minimale en moyenne durant l'hiver (mois de janvier et février) est de 5 °C, la température maximale en été (juillet et août) avoisine 45 °C. Il y a peu de précipitations.

## Mythologie
Selon l'historien Ernle Bradford, les îles Égades seraient le pays des Cyclopes. En effet, la Grotta dei Genovesi, sur l'île de Levanzo, est habitée au Paléolithique et au Néolithique. L'île montagneuse de Marettimo en particulier, creusée de cavernes, est très impressionnante. En face, les vestiges de l'ancienne cité d'Érix (Érice) attestent une présence grecque très ancienne. L'antre de Polyphème se situerait sur l'une de ces deux îles.

## Histoire

### Préhistoire
On trouve de très anciennes traces d'installation humaine, notamment à Levanzo, et dans une moindre mesure à Favignana. On suppose que ces traces sont le résultat de la dernière glaciation qui créa un passage naturel entre l'Afrique et la Sicile.

### Antiquité
Les Grecs s'y installent dès le VIIIe siècle avant notre ère. 
En -241, les Romains conquirent ces îles et s'en rendirent maîtres après l'ultime bataille navale de la première guerre punique, dans laquelle Caius Lutatius Catulus écrasa la flotte de Carthage.

### Moyen Âge
Après la chute de l'Empire romain d'Occident, les îles tombèrent aux mains des Vandales et des Goths puis des Sarrasins. En 1081, les îles furent occupées et fortifiées par les Normands. 

### Époque moderne
Les îles connurent le même destin que la Sicile jusqu'au XVIe siècle, quand elles devinrent la propriété des Pallavicini-Rusconi (it) de Gênes pour 160 000 scudi, puis des Florio en 1874.
Les plats caractéristiques des Égades sont à base de couscous et de spécialités liées à la pêche, l'espadon grillé et le lattume (spécialité sicilienne et sarde) de thon frit. Sont mis en conserve le thon à l'huile d'olive, la bottarga et le thon salé.

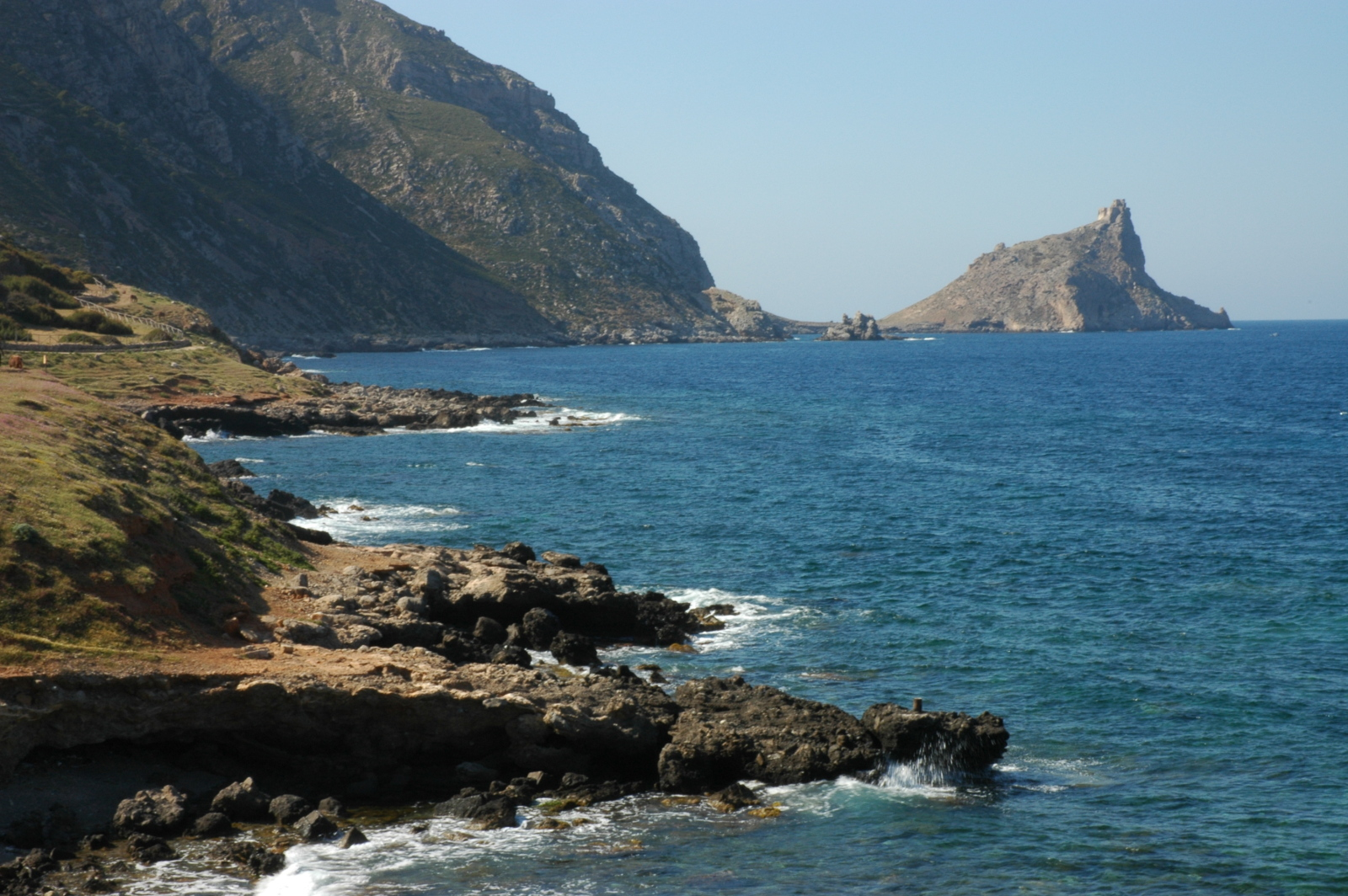
Bord de mer.
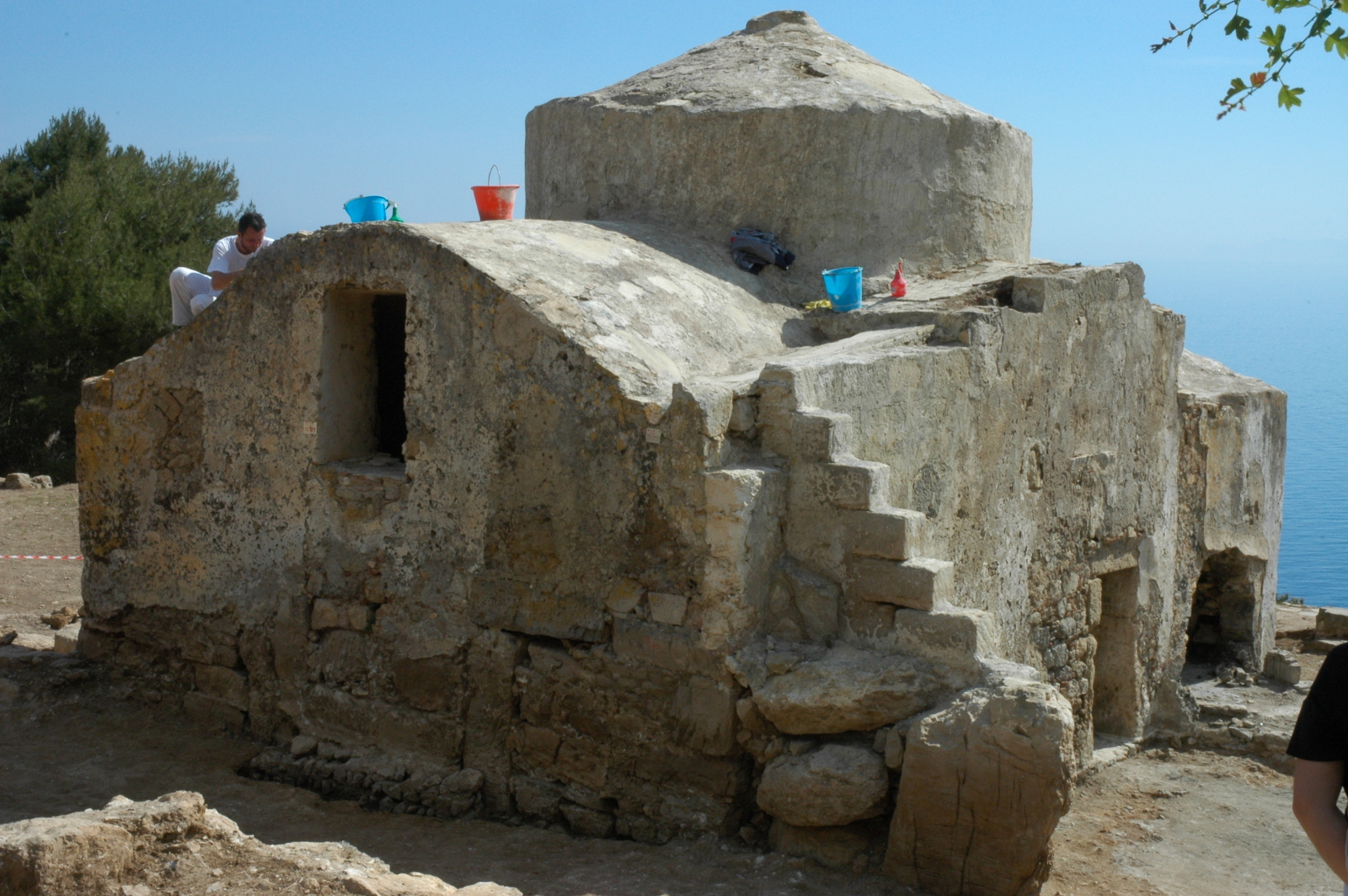
Église byzantine.
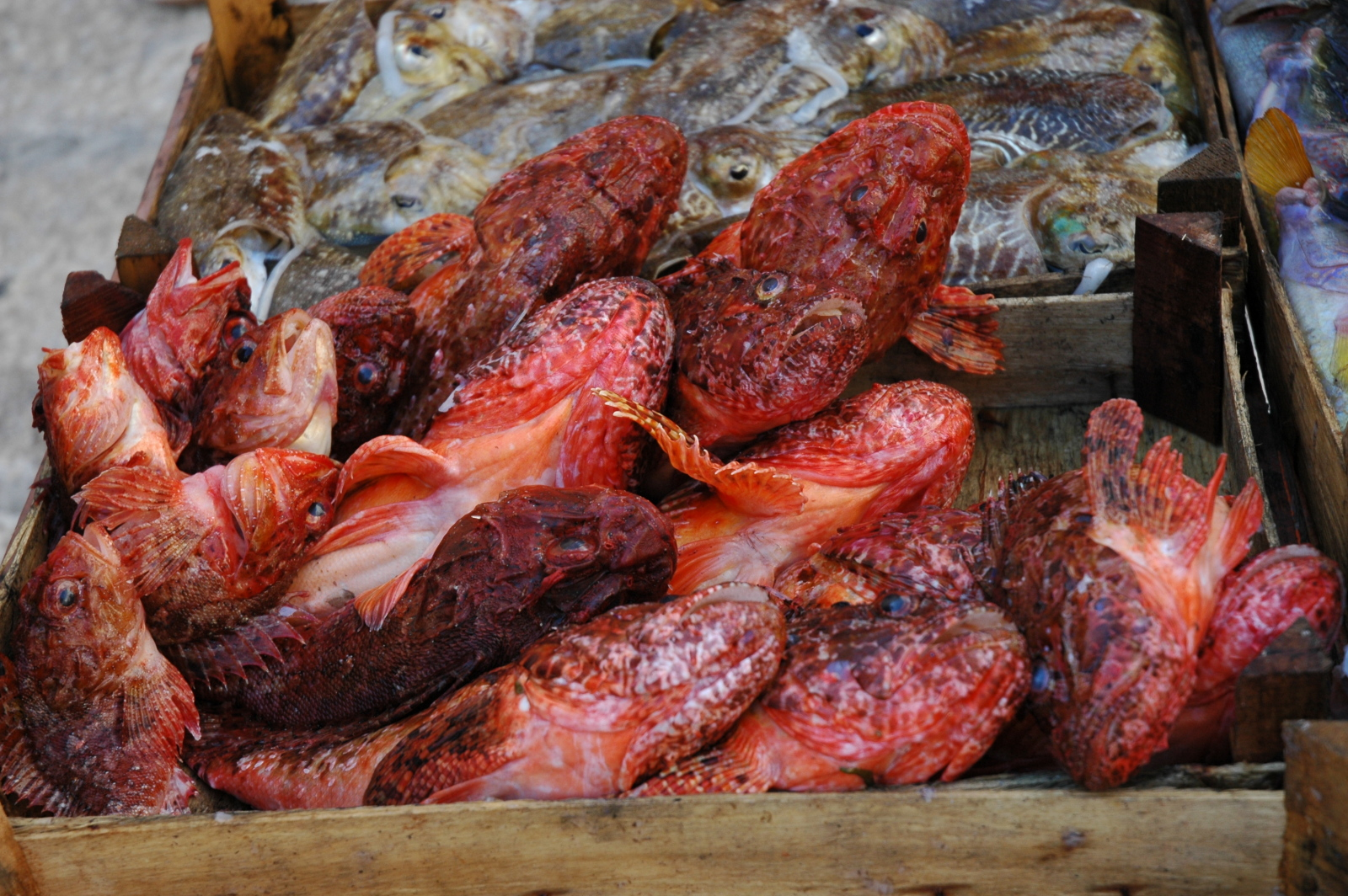
Parfum iodé.
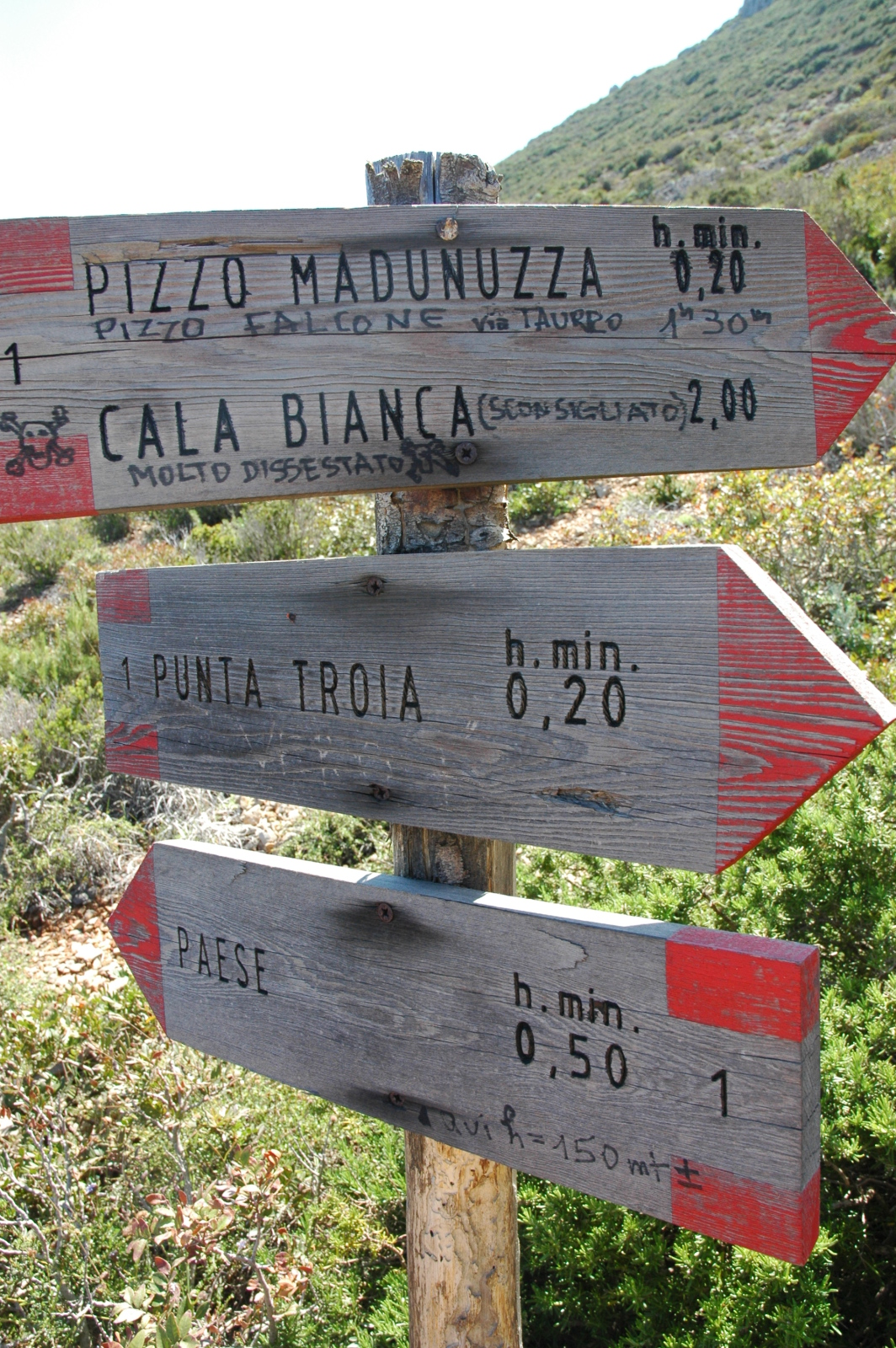
Signalisations toponymiques.
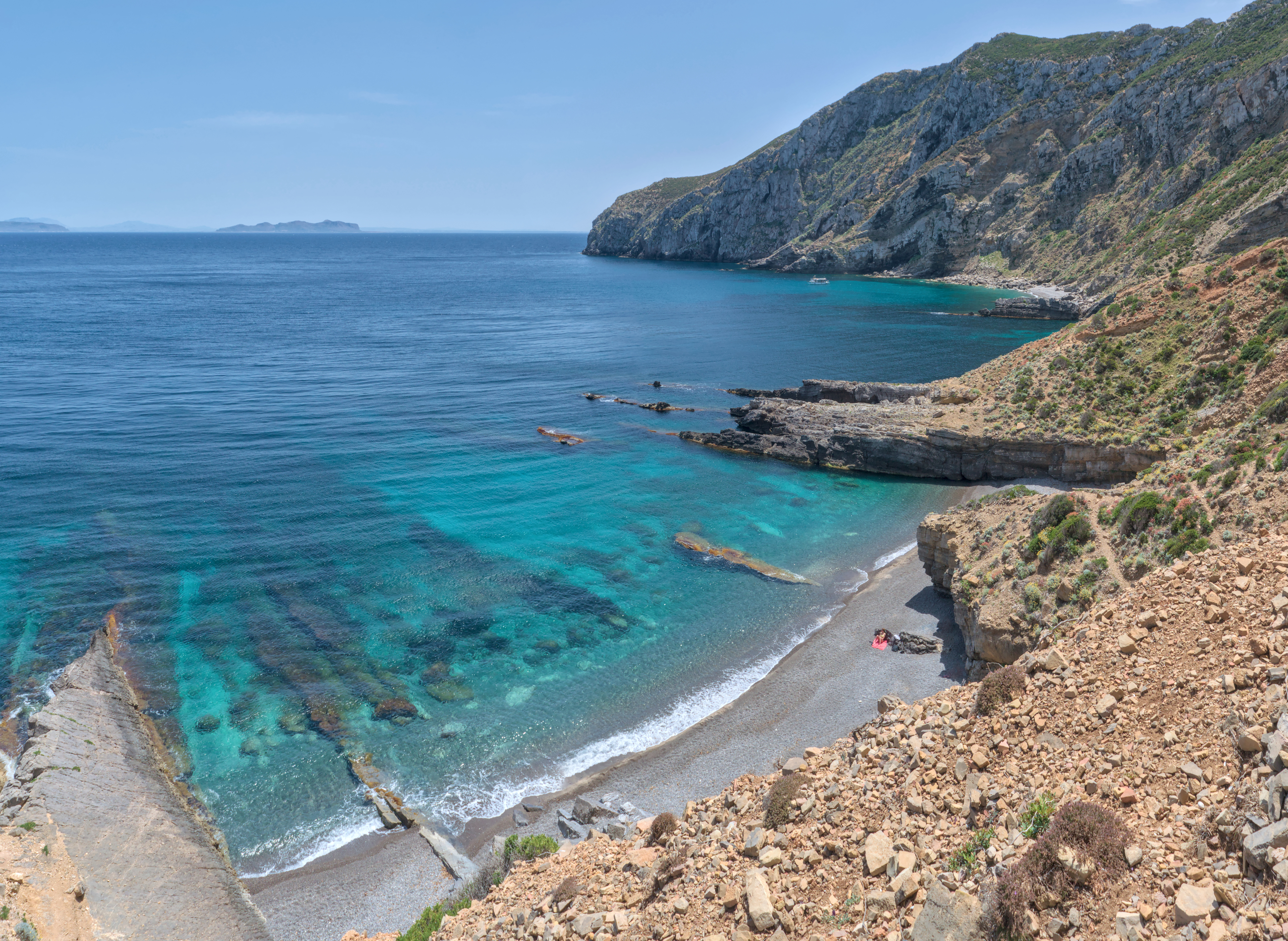
Area marina protetta Isole Egadi (it)